# Pudao

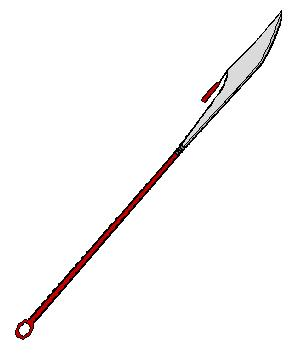
Dibujo de un pudao.

El arma de China conocida como el pudao (o podao) (朴刀, literalmente: Celtis: sable o sable simple) fue originalmente un arma de infantería filosa que todavía es usada para entrenamiento en muchas artes marciales de China. El pudao también es conocido como espada de corte del caballo, ya que se usaba para cortar las piernas de un caballo durante la batalla. La hoja de un pudao tiene la forma de una espada china, pero el arma tiene un mango largo generalmente alrededor de 1,5 a 2 metros, que es circular en sección transversal. Parece algo similar a un guandao pero la diferencia es que un pudao tiene una hoja más ligera y un anillo en el otro extremo y es el arma de un soldado de infantería, mientras que un guandao tiene una pesada hoja con un mango largo, una punta afilada en el otro extremo y suele ser un arma de caballería.

## Escritura

### Original
- Chino tradicional: 朴刀

### Transliteraciones
- Chino mandarín:
  - Hanyu pinyin: pō dāo
  - Wade-Giles: p'o1 tao1
- Cantonés:
  - Romanización Yale: pok3 dou1